# Max Rieder (Künstler)

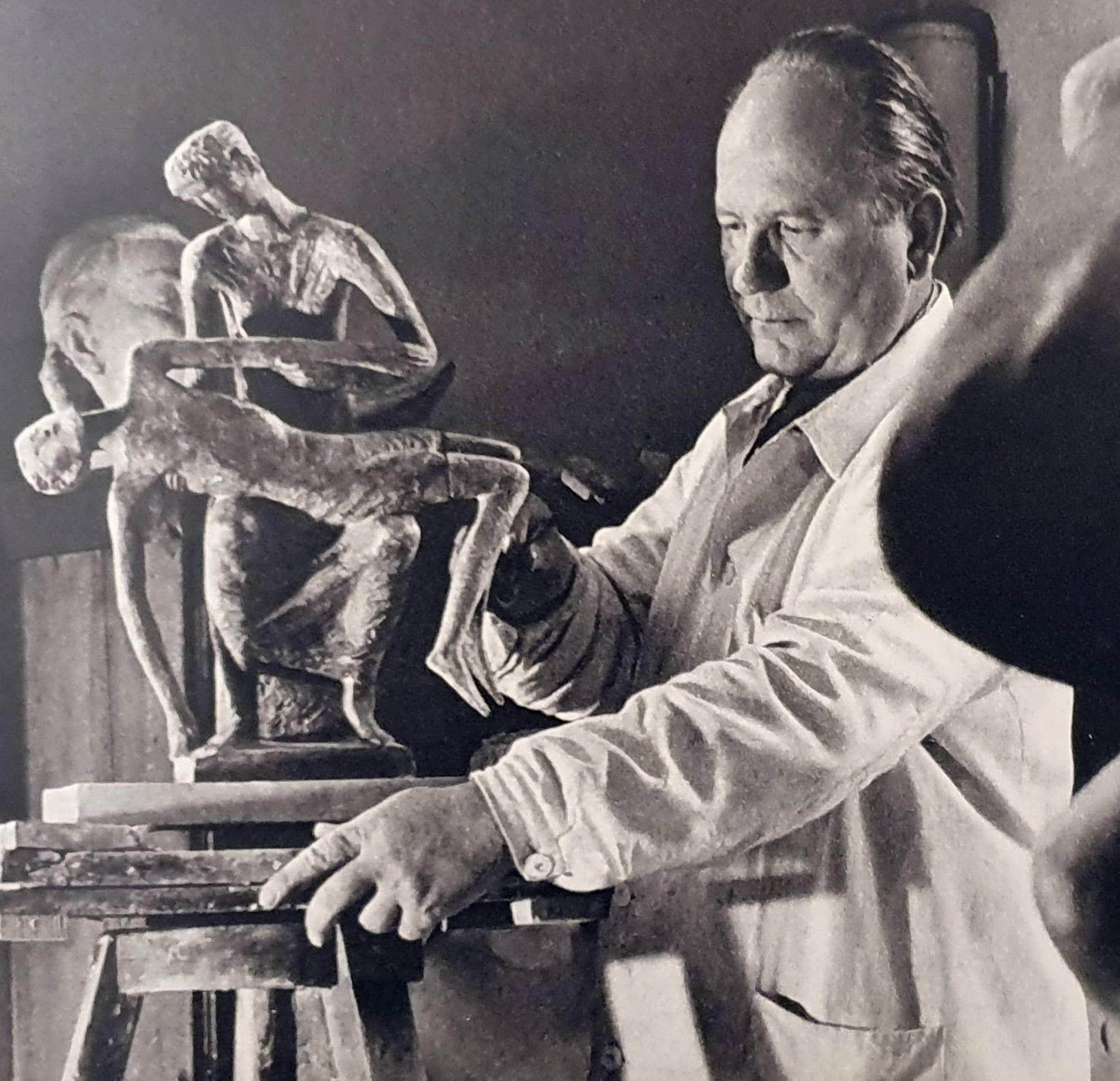
Max Rieder 1965

Max Rieder (* 17. Jänner 1909 in Salzburg; † 30. November 2000 ebenda) war ein österreichischer Bildhauer, Plastiker und Grafiker.

## Leben
Max Rieder wurde am 17. Jänner 1909 in Salzburg geboren und begann dort eine Ausbildung zum Holzbildhauer. Ab 1930 setzte er seine künstlerische Ausbildung in Wien fort, wo er Bildhauerei an der Kunstgewerbeschule und der Akademie bei Anton Hanak studierte. Von 1934 bis 1935 war Rieder in Ankara künstlerisch tätig und sammelte dort erste internationale Erfahrungen (z. B. künstlerische Ausgestaltung des Regierungsviertels in Ankara).
1936 heiratete er Wilhelmine Schweinberger, und im selben Jahr kam eine Tochter zur Welt. Ab 1936 lebte und arbeitete Rieder in München, wo er zunächst in verschiedenen Steinbildhauerwerkstätten angestellt war. Dort wurde er schließlich Assistent von Josef Thorak, den er bereits aus Ankara kannte. Thorak, der Kontakte zu Hitler, Speer und anderen NS-Größen pflegte, war 1937 an die Akademie der Bildenden Künste München berufen worden und erhielt im selben Jahr von Hitler die Zusage für ein Atelier. Der Bau in Baldham bei München, der 1939 fertiggestellt war, wurde komplett vom Staat finanziert, und wurde daher auch als „Staatsatelier“ bezeichnet. Max Rieder war in diesem Atelier als Mitarbeiter Thoraks tätig, und er war ebenfalls im Atelier des Bildhauers Joseph Wackerle, ein von der Nazi-Prominenz geschätzter und vielbeschäftigter Künstler und ebenfalls Dozent an der Münchner Akademie, beschäftigt. Daneben arbeitete Rieder als freischaffender Künstler. 1942 wurde seine zweite Tochter geboren.
Nach dem Ende des Zweiten Weltkriegs kehrte Rieder nach Salzburg zurück, wo er 1948 ein Atelier im Salzburger Künstlerhaus bezog und bis zu seinem Tod tätig war. 1967 begann Rieder in der Bildhauerklasse von Heinrich Kirchner an der Internationalen Sommerakademie für Bildende Kunst in Salzburg zu arbeiten, auch in der Klasse Bildnerisches Gestalten von Claus Pack war er zusammen mit Gerhard Gutruf tätig. Von 1967 und ab 1970 war Rieder Dozent an der Bildhauerklasse der Internationalen Sommerakademie für Bildende Kunst in Salzburg mit, ab 1970 war er dauerhaft Lehrer für Bildhauerei an der Sommerakademie. Von 1970 bis 1978 lehrte er dort Bildhauerei und bildnerisches Gestalten. 1975 wurde ihm der Titel Professor verliehen.
Nach dem Tod seiner Frau im Jahr 1977 zog sich Rieder zunächst zurück. In späteren Jahren verlagerte sich sein Schaffen zunehmend in den grafischen Bereich und umfasste unter anderem Prägedrucke.
Max Rieder starb am 30. November 2000 im Alter von 91 Jahren im LKH Salzburg nach kurzer, schwerer Krankheit. Sein künstlerischer Nachlass wurde zwischen seinen beiden Töchtern aufgeteilt.

## Werke (Auswahl)
- „Mutter mit Kind“, 1942, Untersberger Marmor, Uniklinikum Salzburg;
- „Musizierende Jugend“, 1957, Bronze, Figurengruppe im Kurgarten vor dem Salzburger Kongresshaus;
- Kriegermahnmal, 1957, Stein und Bronze, Bachmanning, OÖ.[3]
- Kanzelreliefs, 1962, Marmor, Stadtpfarrkirche St. Andrä in Salzburg
- „Mädchen mit Blume“, 1968, Bronze, Park des Uniklinikums Salzburg[4]
- „Hirte“, 1973, St. Kolomaner Landesstraße, km 3,18 li (Hirterkehre), Untersberger Marmor[5]

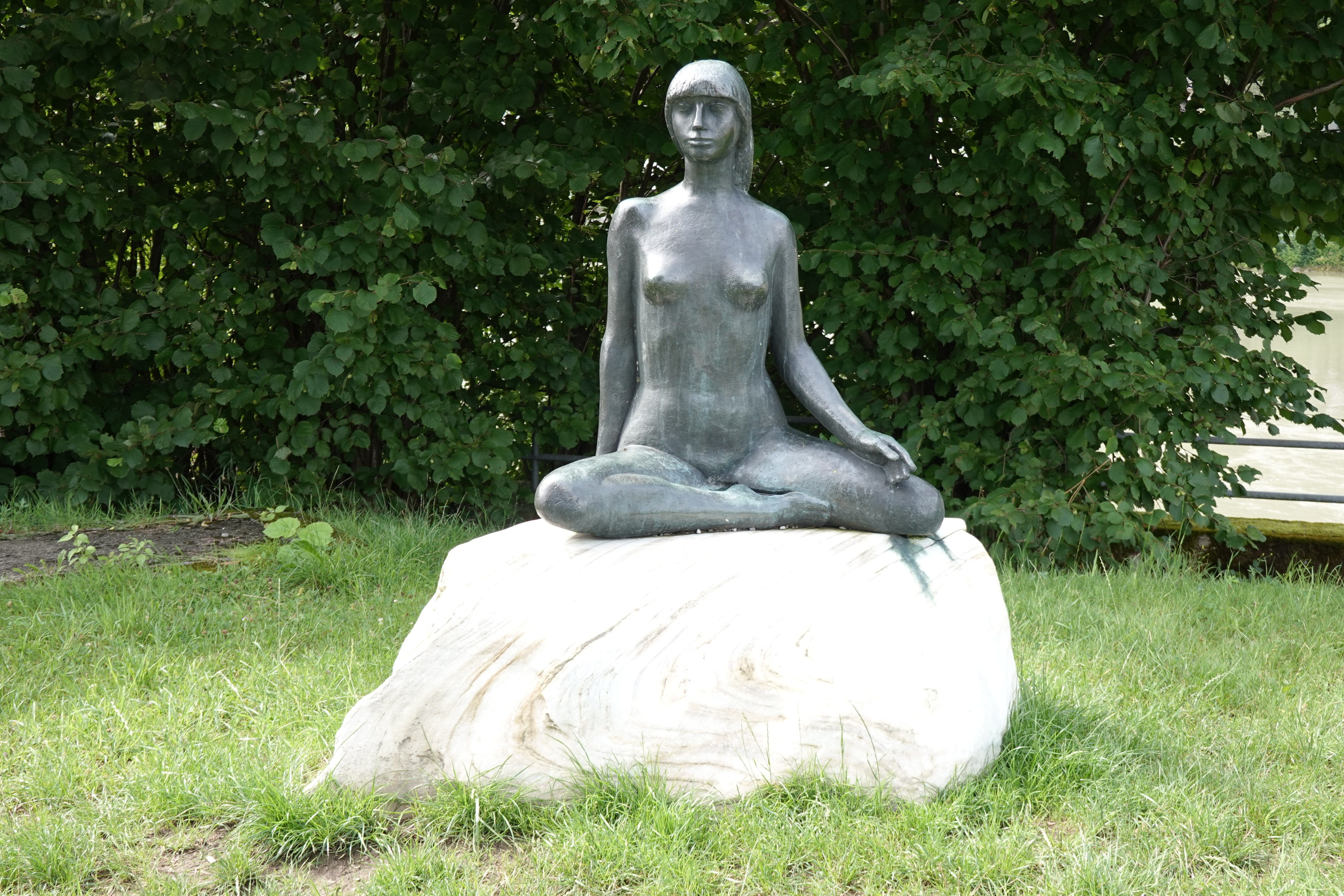
Meditierende von Max Rieder, Staustufe Hallein (1983)
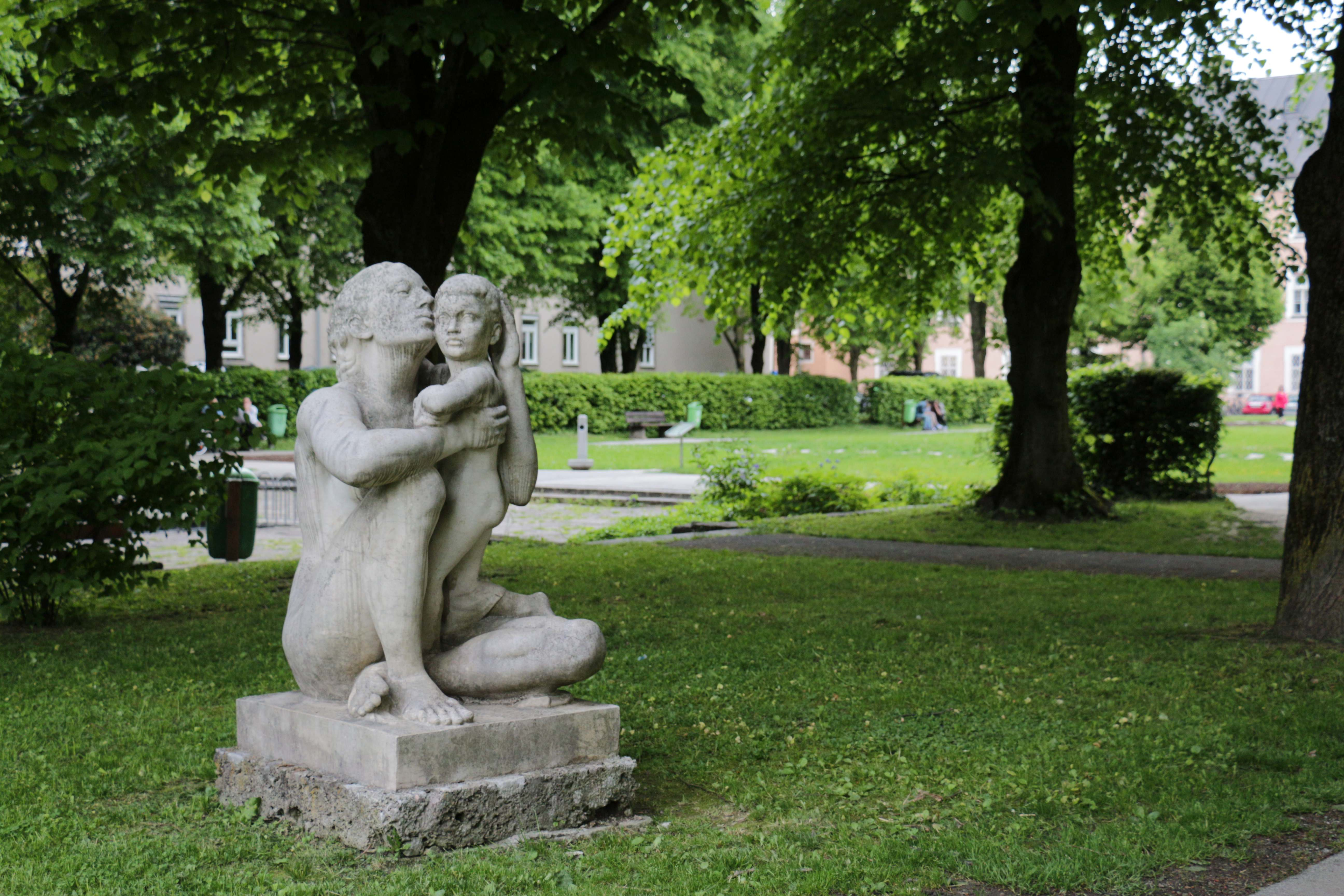
Paracelsus Medizinische Privatuniversität „Mutter mit Kind“ (1942)
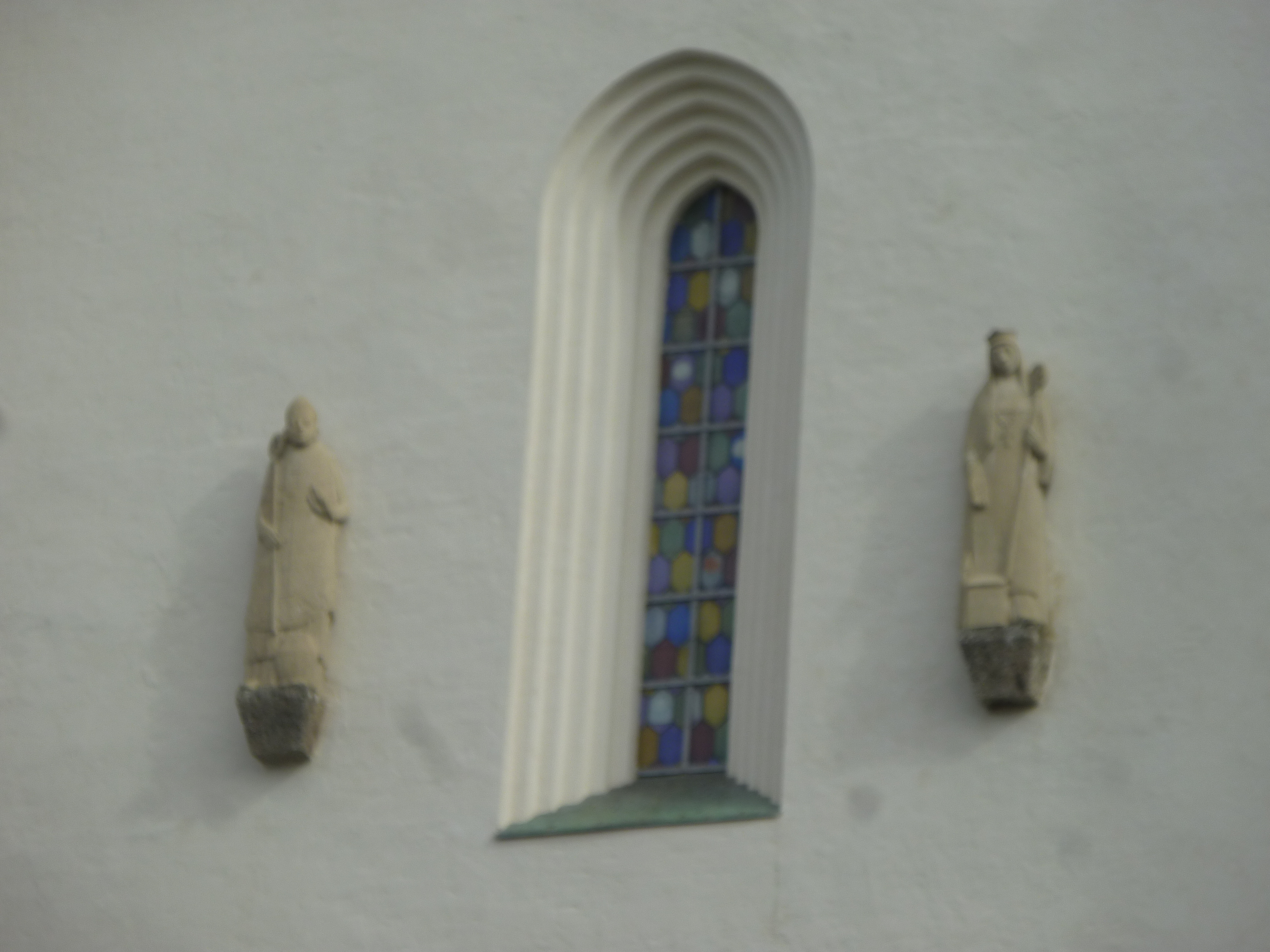
Pfarrkirche St. Andrä in Salzburg, „HIl. Rupert und Erentrudis“ (1970)
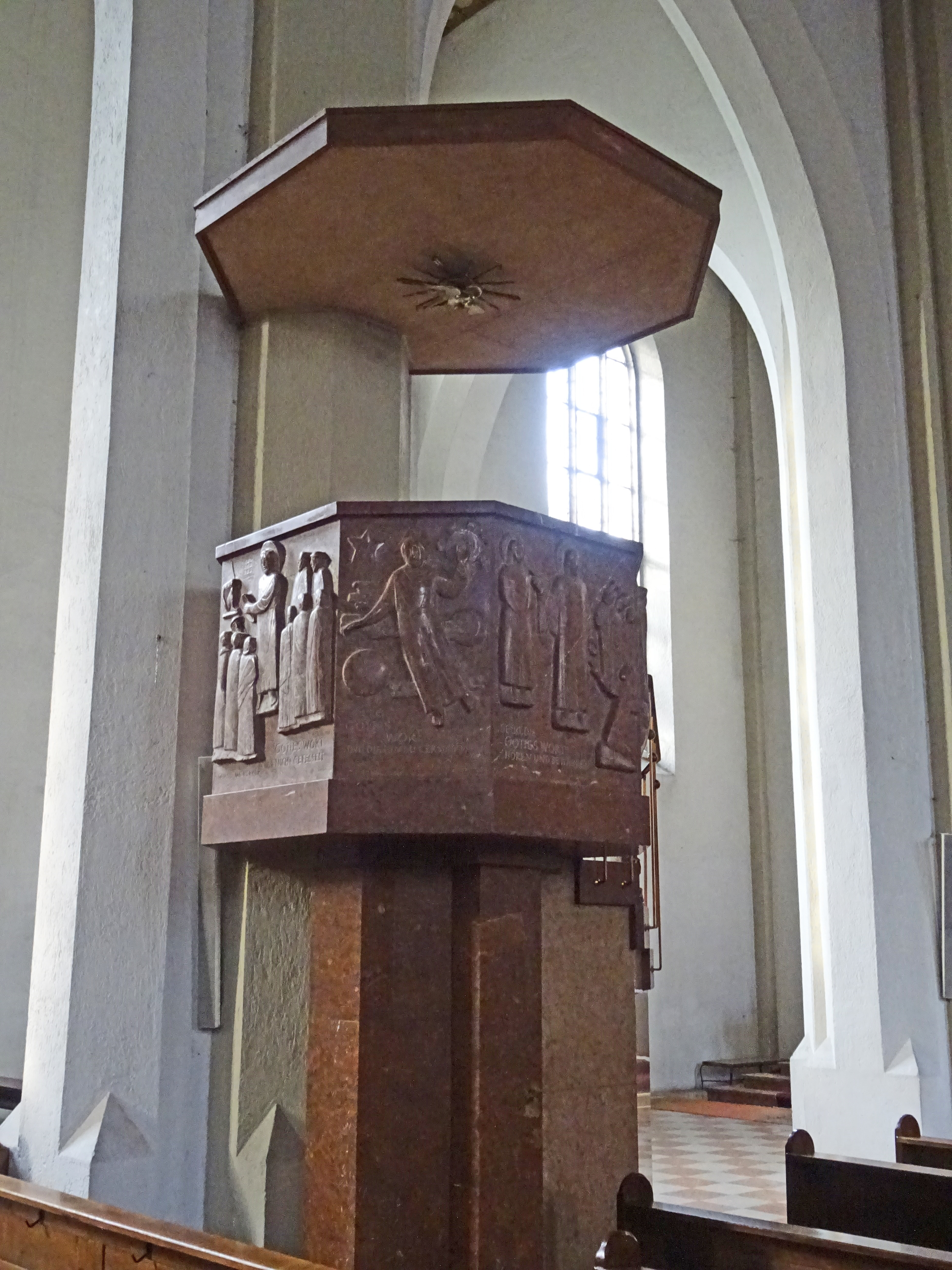
Kanzel in der Stadtpfarrkirche St. Andrä in Salzburg (1962)
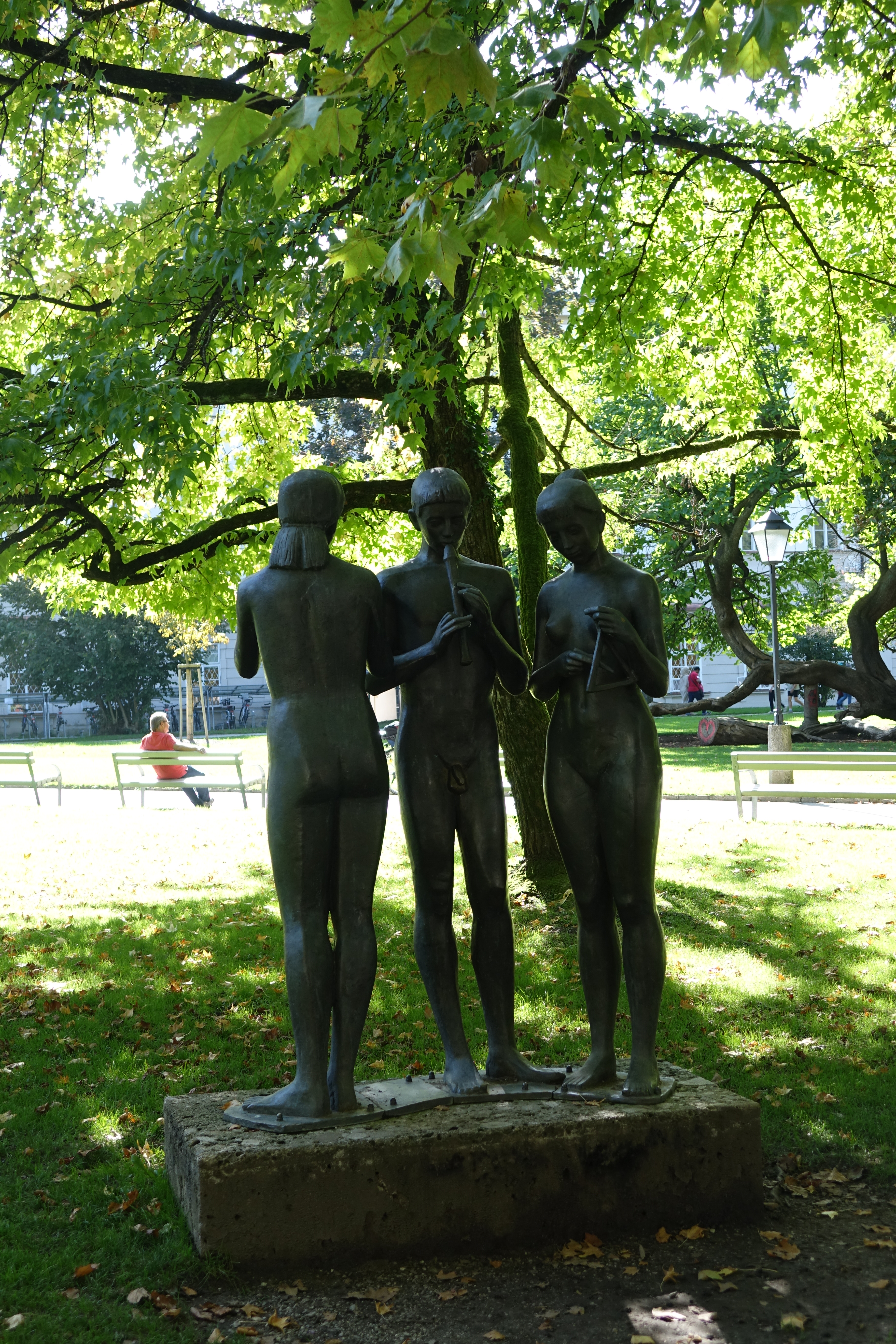
„Musizierende Dreiergruppe“ von Max Rieder (1957)

## Ausstellungen (Auswahl)

### Einzelausstellungen
- 1989: Romanischer Keller der Landes-Hypothekenbank Salzburg[6]

### Teilnahmen
Große Deutsche Kunstausstellung 1937 und 1940, Ausstellungen des Salzburger Kunstvereins

## Anerkennungen
- 1975 Großer Preis für Bildhauerei der Salzburger Wirtschaft
- 1975 Berufstitel Professor
- 1989 Goldenes Verdienstzeichen des Landes Salzburg
- 1997 Karl-Weiser-Preis
- 2004 Max-Rieder-Brücke in Salzburg[1][9]